# Yokoi Kinkoku

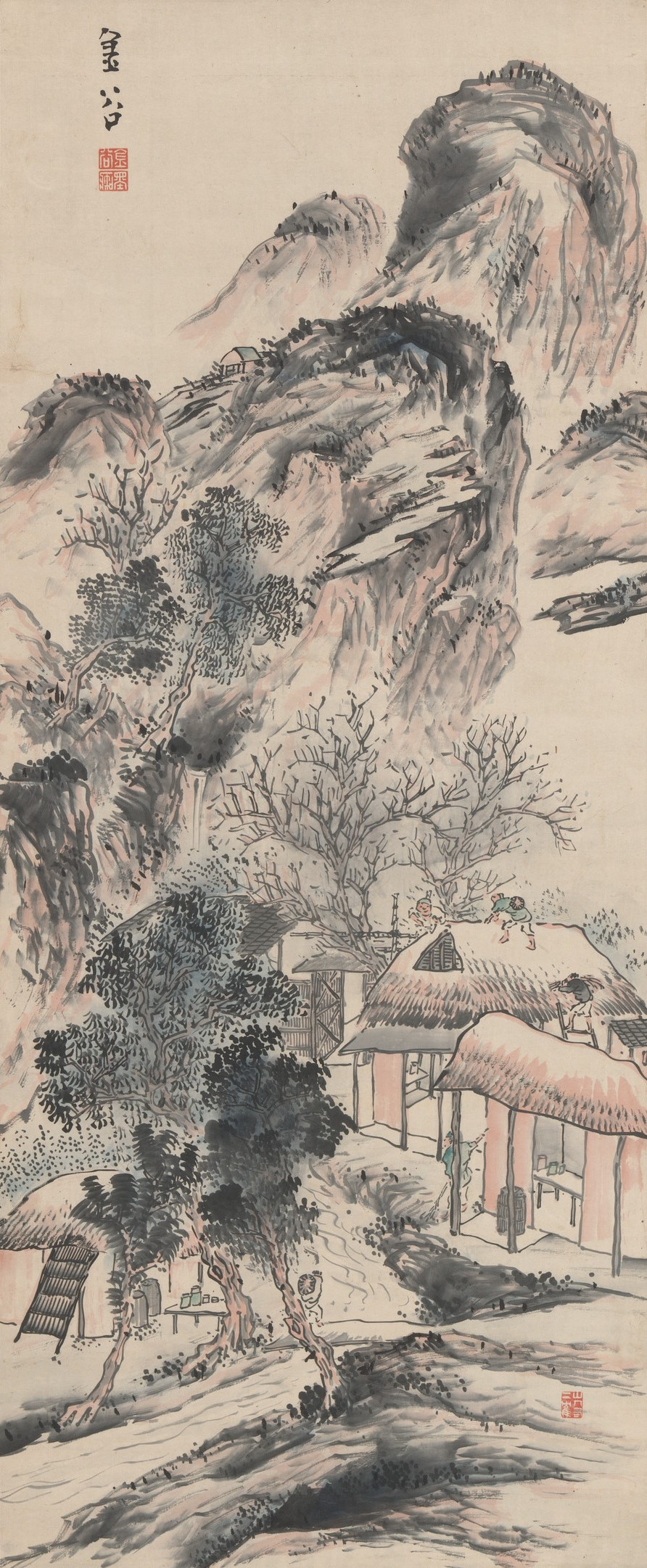
Berglandschaft

Yokoi Kinkoku (japanisch 横井 金谷; geboren 1761 in der Provinz Ōmi; gestorben 10. Januar 1832) war ein japanischer Mönch und Maler der Nanga-Schule.

## Leben und Werk
Yokoi Kinkoku wurde im Alter von neun Jahren zu einer strengen buddhistischen Schule der Jōdo-Richtung geschickt. Dort zeigte er eine rebellische Haltung und konnte schließlich fliehen. Er machte sich auf den Weg nach Edo, wo er in einem Tempel wohnte. Dann ging er auf Wanderschaft, war für einige Jahre der einzige Mönch in einem kleinen Tempel am Berg Kinkoku in der Nähe von Kyōto, den er dann als Namen führte.
Schließlich ließ sich Kinkoku in Nagoya nieder, schloss er sich einem Kreis von Haiku-Dichtern an und begann ernsthaft zu malen. Seine frühen Werke waren Rollbilder, die  das Leben des Mönchs Hōnen darstellten, ausgeführt in dem farbfrohen Stil der Tosa-Schule. Kinkoku begann aber bald, seine Landschaften in weichen Umrissen zu malen, in einem Stil, der eher der Maruyama-Shijō-Schule ähnelte. In seinen letzten 25 Jahren wandte er sich dem Nanga-Stil zu, inspiriert von Yosa Buson.
Über sein Leben berichtet Yokoi in seiner Autobiographie „Kinkoku-shōnin go-ichidai-ki“ (金谷上人御一代記), die im „Biwako Bunkakan“, dem Museum der Präfektur Shiga, aufbewahrt wird.

## Bilder

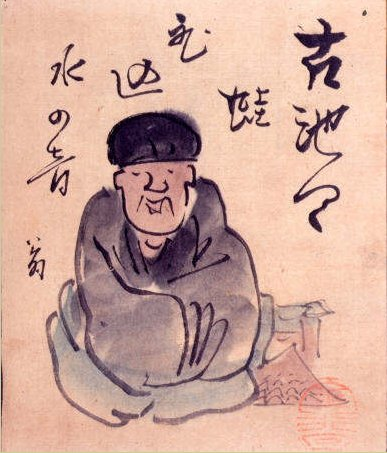
Matsuo Bashō
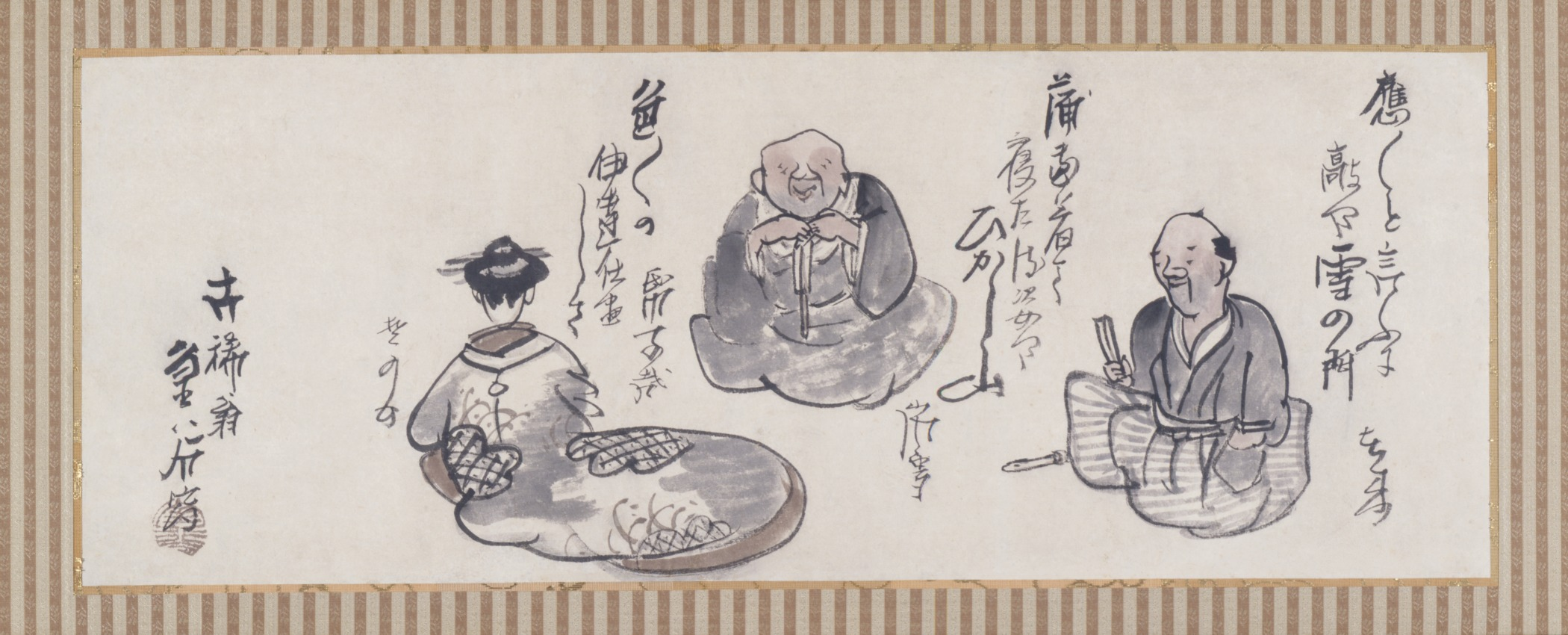
Drei Poeten[A 1]
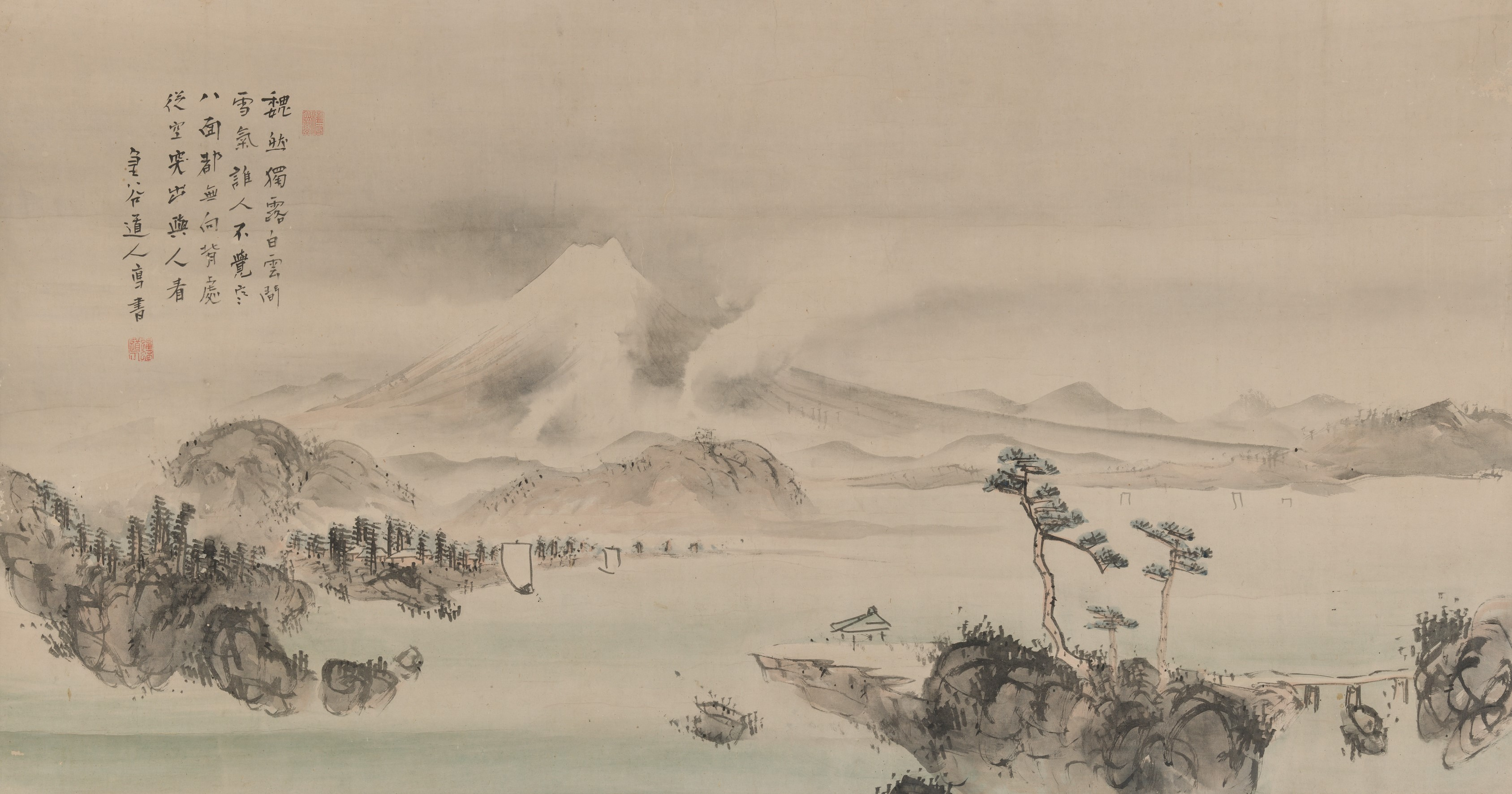
Berg Fuji
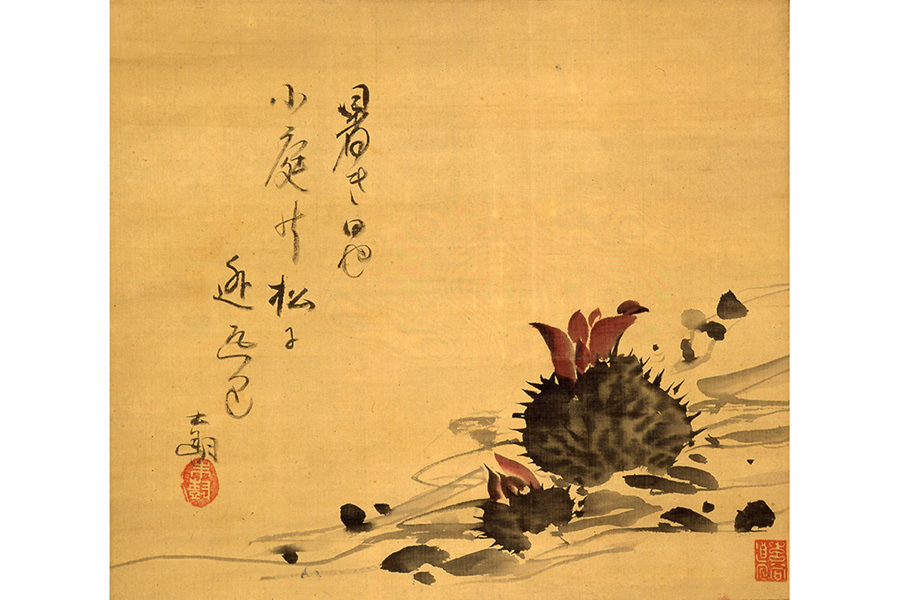
Stillleben
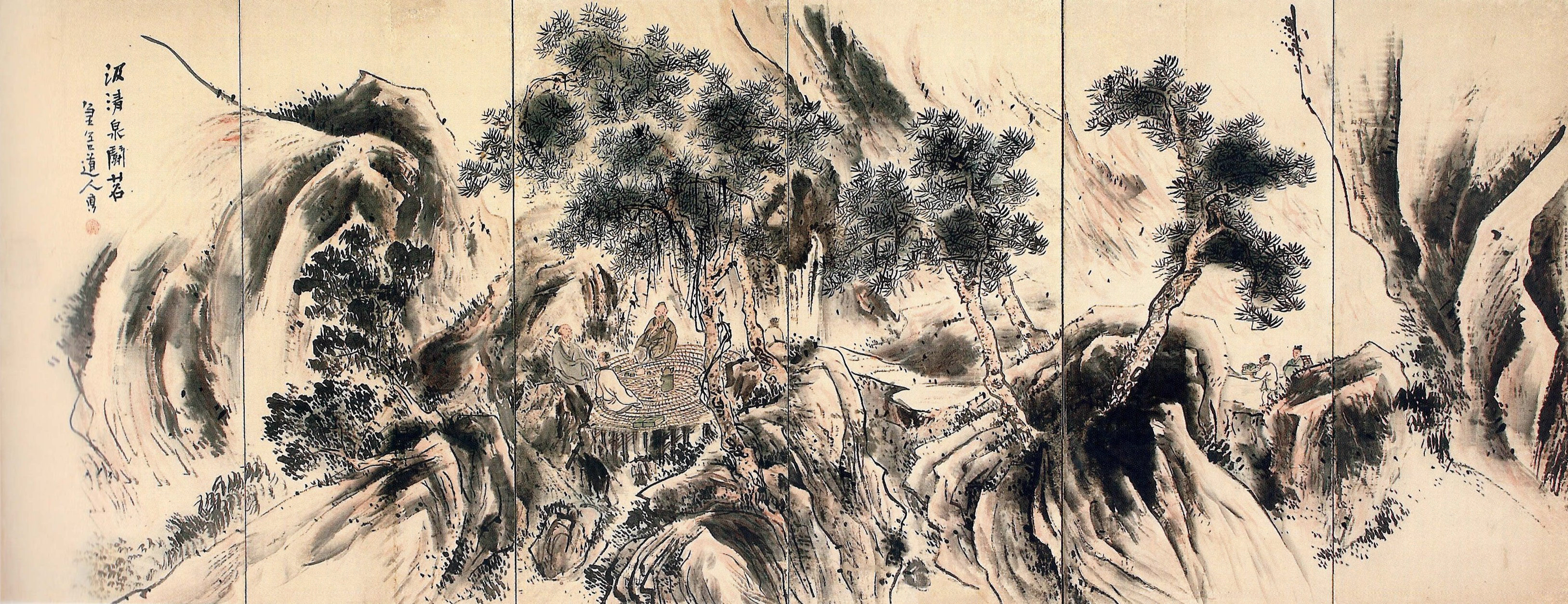
„Wasser und Tee“